# Nelson Sossa
Nelson Sossa Chávez (La Paz, 14 marzo 1986) è un calciatore boliviano, attaccante del Real Potosí.

## Caratteristiche tecniche
Gioca come attaccante centrale.

## Carriera

### Club
Sossa esordì in massima serie nazionale nella stagione 2004: nella prima annata tra i professionisti, mise a referto quattro presenze con la maglia del Wilstermann. Fu impiegato con maggiore continuità a partire dal campionato 2005, allorché le gare in cui fu schierato furono 21: in tale torneo segnò anche la sua prima rete in prima divisione. Nel 2007 ebbe l'occasione di esordire in ambito internazionale, prendendo parte alla Copa Sudamericana, e nel 2008 visse la sua miglior stagione a livello realizzativo: segnò 12 gol in 29 partite. Nel 2009 passò dal Wilstermann all'Aurora, altra compagine di Cochabamba: vi debuttò, peraltro, in Coppa Libertadores. Tornò poi ai rosso-blu nel 2010, mentre nel 2011 si accasò al Real Potosí.

### Nazionale
Con la Nazionale boliviana Under-20 partecipò al Campionato sudamericano 2005. In tale competizione segnò due reti contro il Venezuela. Nel 2006 fu convocato per la prima volta in Nazionale maggiore. Nel 2007 venne incluso nella lista per la Copa América. Nel corso della manifestazione non fu mai schierato.

## Palmarès

### Club

#### Competizioni nazionali
- Campionato boliviano: 2

Wilstermann: Segundo Torneo 2006, Apertura 2010